# 灸頭鍼
灸頭鍼（きゅうとうしん）は、鍼または灸の治療形態の一つで、鍼の柄（鍼柄）にもぐさ（艾）を巻き付けて燃焼させるものである。竜頭（りゅうず）、鍼頭（しんとう）とも呼ばれる鍼柄（しんぺい）にお灸をつけるので、本来は鍼頭灸（しんとうきゅう）と呼ぶべきだが、赤羽幸兵衛（あかばね・こうべえ）の命名した灸頭鍼が日本では定着している。また中国では方法が少し異なり、「温鍼」、「温針灸」、「針柄灸」などと呼ばれる。また中国は「火針」（日本でいう焼鍼）のことを「温針」と呼ぶことがある。

## 歴史
柳谷素霊の『図説鍼灸実技』(1948年刊)に『鍼灸聚英』の引用として「温鍼」が記載されており、これによると「楚の人の法である」という。「穴に針し、香白芷を以って、円餅を作り、針上を套い、艾を以ってこれを蒸温する」という。明・靳賢の『鍼灸大成』巻四にも「針尾」に「薬餅」つけて「艾灸」を加えるという方法が記載される。
北村智著『鍼灸特殊治療法』(1998年刊)によると、日本の灸頭鍼は「昭和6年(1932)、東京の笹川智興氏が創意工夫して開発した鍼灸治療法で、当初は「鍼頭灸」と呼ばれていた」ものが最初であるという。
日本で現在よく知られている灸頭鍼は、群馬県の鍼灸師赤羽幸兵衛が考案した。赤羽は、灸頭鍼の方法を真剣に考案する際、当時の鍼は、鍼柄と鍼体がごく弱い半田で接続されているだけで、熱どころか、少し力を入れると継ぎ目でおれてしまうほどで、とても実用にならなかったという。試行錯誤のすえ、太めのステンレスの鍼で、鍼柄を半田ではなく、かしめ式で作り、その上に、中央部に鍼柄が被さる塔のような管がついた金属製のお皿を乗せ、お皿の上でもぐさを燃やす方法を考案した。70年代以降は、鍼もステンレス製が中心になり、鍼柄も大半がかしめ式になったため、現在では鍼に直接もぐさをつけるようになっている。赤羽は他にも昭和初期より、皮内鍼なども発明している。
中国でよく行われる「温鍼」は、日本より使用する鍼がやや太く、もぐさは球形にせず、そのまま巻き付けるように附着させる。または切艾に穴を開けて、これに鍼尾（龍頭）を通して、燃焼させるす方法がある。

## 鍼
現在はディスポ鍼という使い捨てのものが中心になっているが、鍼柄が金属製のものならほとんどが灸頭鍼として使用できる。鍼は、4番（太さが0．22mm）以上のものがよく安定して使いやすい。長さは一寸三分または一寸六分のものが適当である。

## もぐさ
灸頭鍼用として売られているもぐさは、点灸（普通のお灸）用のものよりは質が粗いが、温灸用よりは良質のものが良く、その品質には様々である。普通は点灸用に近い、比較的良質のもののほうが使いやすい。

## 施術法

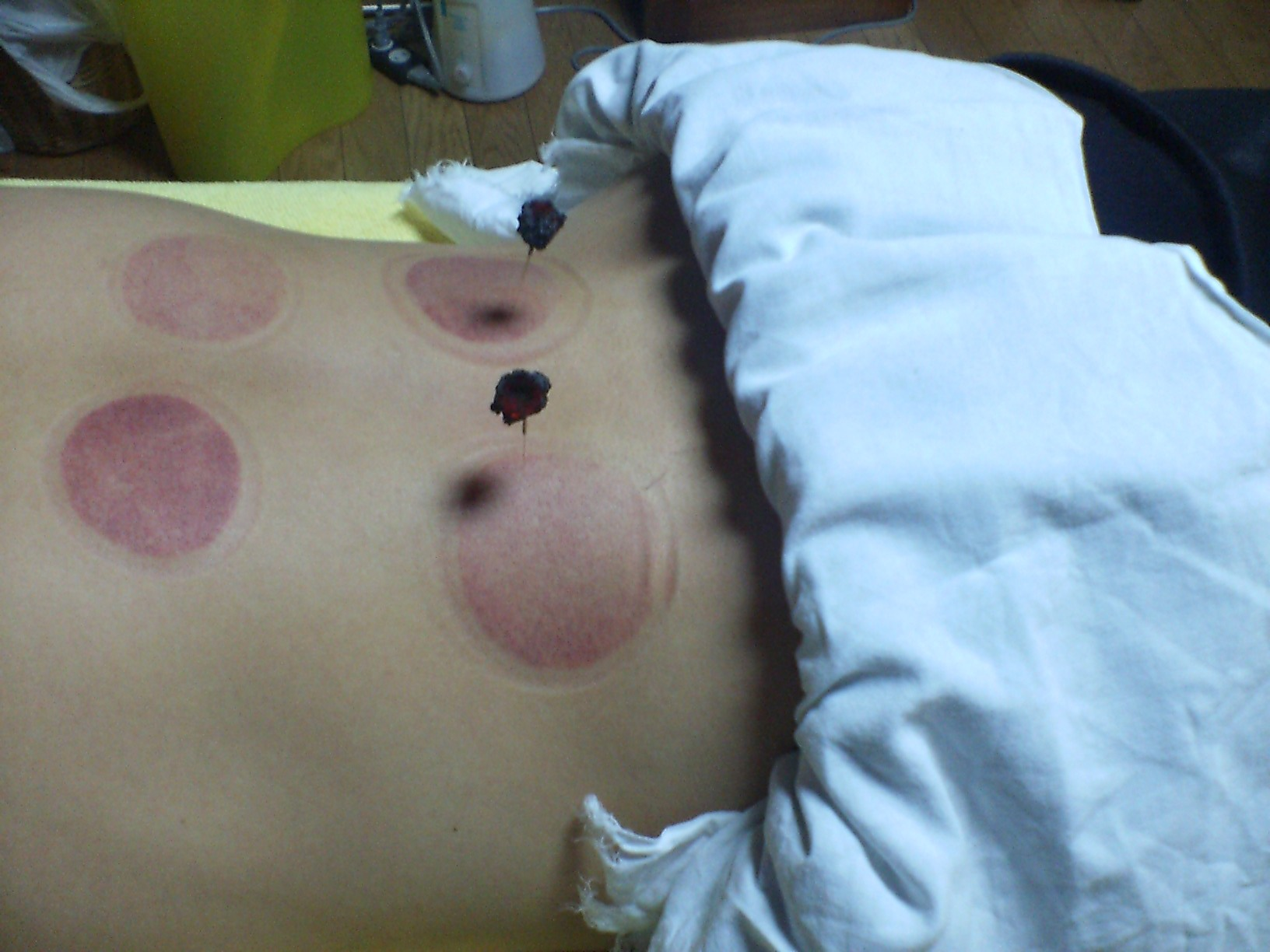

鍼は必ず垂直に刺入する。もぐさを安定して巻き付けるためには、筋肉内に2センチメートルくらい刺す必要がある。胸部の一部や肩の肩井穴など、すぐ下に肺があるところは、施術しない方がよい。腹部に施術するときは、呼吸によって鍼が上下したり傾いたりしやすいので、燃えている間は目を離さないようにすべきである。
もぐさの玉は直径2センチメートルくらい、0.3グラム程度のものがよい。鍼灸院御用達商人の所にある、すぐ鍼にさして使える灸頭鍼用切りもぐさを使うのもよい。普通は、もぐさと皮膚の間に4センチメートルくらいの隙間があるため、ひどく熱くなったりやけどをしたりすることはないが、鍼が傾いたり、もぐさが落ちたりするとかなり重い火傷になるので、患者には決して動かないように指示し、もぐさが燃え尽きて冷めるまで、十分注意しなければならない。